# Piperazină
Piperazina este un antihelmintic eficient împotriva nematozilor intestinali Ascaris lumbricoides (ascaride) și Enterobius vermicularis (oxiuri), cu toate că alte antihelmintice sunt, de obicei, preferate. La ascaride piperazină produce un blocaj neuromuscular conducând la o paralizie musculară flască a viermilor sensibili, care sunt apoi ușor dislocați de către mișcarea intestinului și expulzați în materiile fecale. 
Piperazina este folosită de obicei sub formă de citrat sau fosfat, dar poate fi, de asemenea, folosită sub formă de adipat.
A fost folosită în Romînia sub denumirea comercială Nematocton, dar în prezent nu este autorizată de către Agenția Naționala a Medicamentului și a Dispozitivelor Medicale (ANMDM).